# بتی هاتن
 بتی هاتن (انگلیسی: Betty Hutton؛ زاده ۲۶ فوریهٔ ۱۹۲۱ – درگذشته ۱۱ مارس ۲۰۰۷) یک خواننده و هنرپیشه اهل ایالات متحده آمریکا بود. وی بین سال‌های ۱۹۳۸ تا ۲۰۰۰ میلادی فعالیت می‌کرد.
از فیلم‌ها یا مجموعه‌های تلویزیونی که وی در آن‌ها نقش داشته است می‌توان به الکی‌خوش و مخاطرات پائولین اشاره نمود.